# Котовник крупноцветковый
Кото́вник крупноцве́тковый (лат. Nepeta grandiflora) — вид многолетних травянистых растений рода Котовник (Nepeta) семейства Яснотковые (Lamiaceae).

## Ботаническое описание
Многолетнее растение высотой 50—150 см.
Стебель разветвлённый, острочетырёхгранный.
Листья довольно крупные (до 8 см длиной), горизонтально простёртые, сверху тёмно-зёленые, снизу сизоватые. Стеблевые листья яйцевидные, городчато-зубчатые. Прицветные листья линейно-ланцетные.
Соцветия кистевидные, удлинённые. Венчик 16—18 мм длиной. Чашечка и венчик фиолетово-синие.

## Значение и применение
Выращивается как декоративное растение.

## Таксономия
Вид Котовник крупноцветковый входит в род Котовник (Nepeta) подсемейства Котовниковые (Nepetoideae) семейства Яснотковые (Lamiaceae) порядка Ясноткоцветные (Lamiales).
|  |                                      |  |                                                             |                                                             |                      |  | ещё 21 семейство (согласно Системе APG II) | ещё 21 семейство (согласно Системе APG II) |                           |  |  |  | ещё 81 род          | ещё 81 род                   |  |  |
|  |                                      |  |                                                             |                                                             |                      |  | ещё 21 семейство (согласно Системе APG II) | ещё 21 семейство (согласно Системе APG II) |                           |  |  |  | ещё 81 род          | ещё 81 род                   |  |  |
|  |                                      |  |                                                             | порядок Ясноткоцветные                                      |                      |  |                                            |                                            | подсемейство Котовниковые |  |  |  |                     | вид Котовник крупноцветковый |  |  |
|  |                                      |  |                                                             | порядок Ясноткоцветные                                      |                      |  |                                            |                                            | подсемейство Котовниковые |  |  |  |                     | вид Котовник крупноцветковый |  |  |
|  | отдел Цветковые, или Покрытосеменные |  |                                                             |                                                             | семейство Яснотковые |  |                                            |                                            | род Котовник              |  |  |  |                     |                              |  |  |
|  | отдел Цветковые, или Покрытосеменные |  |                                                             |                                                             |                      |  |                                            |                                            |                           |  |  |  |                     |                              |  |  |
|  |                                      |  | ещё 44 порядка цветковых растений (согласно Системе APG II) | ещё 44 порядка цветковых растений (согласно Системе APG II) |                      |  |                                            | ещё 7 подсемейств                          | ещё 7 подсемейств         |  |  |  | ещё около 250 видов |                              |  |  |
|  |                                      |  |                                                             | ещё 44 порядка цветковых растений (согласно Системе APG II) |                      |  |                                            |                                            | ещё 7 подсемейств         |  |  |  |                     |                              |  |  |